# نسا عليا
نسا عليا هي قرية في مقاطعة ساوجبلاغ، إيران. عدد سكان هذه القرية هو 356 في سنة 2006.